# Irredentisme
Irredentisme, afgeleid van de woorden Italia irredenta ("het (nog) niet teruggewonnen (deel van) Italië"), is in zijn oorspronkelijke zin een Heel-Italiaans staatkundig streven, waarvan de aanhangers zich in een grote beweging verenigd hadden, die na het Risorgimento en de eenwording van Italië in 1861 alle gebieden waar een Italiaanstalige bevolkingsgroep leeft bij Italië wilde inlijven. Triëst wordt gezien als centrum van het irredentisme.
Vooral Zuid-Tirol en Dalmatië met Istrië werden doelwit van het irredentisme. Deze gebieden maakten ten tijde van de Italiaanse eenwording nog deel uit van Oostenrijk-Hongarije. Pas in 1915, met het sluiten van het Pact van Londen en het Verdrag van Rapallo in 1920, kwamen deze gebieden aan Italië toe, waarmee het irredentisme belangrijke doelstellingen verwezenlijkt zag. 

## Irredentisme in Italië

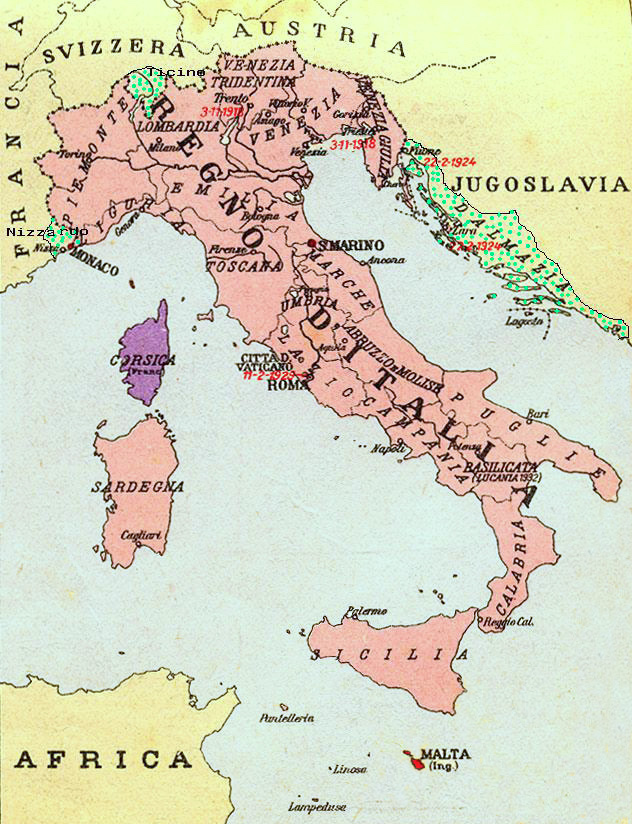
Kaart van Italië in 1930 met daarin de geclaimde gebieden waar een Italiaanse bevolkingsgroep leeft

### Idee
De belangrijkste vertegenwoordigers van het irredentisme waren Gabriele D'Annunzio, de beiden uit Istrië afkomstige Carlo Combi en Tomaso Luciani alsmede Sigismondo Bonfiglio. Het toenmalige irredentisme was heterogeen in de doelstelling (inlijving van heel Dalmatië of alleen Istrië, inlijving van een bepaald deel van de Alpen, enzovoorts). Het recht om gebieden bij Italië in te lijven werd niet alleen afgeleid uit een (vermeende) bevolkingsmeerderheid van Italianen en Italiaanssprekenden in deze gebieden, maar ook uit de superioriteit die de Italiaanse beschaving met zich mee zou brengen.

### Achterliggende oorzaak
In 1865 verklaarde de Italiaanse premier Alfonso Ferrero plechtig nooit Triëst bij Italië te willen inlijven. Het in Triëst actieve Triëst-Istrië genootschap kwam hiertegen in verweer. De gemeenteraad van Triëst wilde de irredentistische opstelling van genoemd genootschap niet per ingediende protestmotie veroordelen; daarmee had de irredentistische beweging intrek genomen in de dagelijkse politiek. Hoewel naar aanleiding hiervan de gemeenteraad werd ontbonden en na de verkiezingen de bondgenoten van Alfonso Ferrero een overwinning behaalden, is het irredentisme de politiek van en in Triëst lange tijd blijven bepalen, ook nadat het zijn hoogtevlucht nam tijdens het fascisme. 
Na de Eerste Wereldoorlog vermindert het aandeel van Heel-Italiaanse elementen in het dagelijks leven van Istrië, de provincie waarvan Triëst de hoofdstad was. Het leefde weer op toen de provincie in 1945 door Joegoslavië werd geannexeerd (de aanspraken op de stad werden geblokkeerd door de westelijke geallieerden) en veel uit de provincie verdreven Italianen zich in de stad vestigden. Het aanvankelijk nationale irredentisme werd als programmapunt onderdeel van het fascisme. Het Il fascismo di frontiera viel met het einde van de Tweede Wereldoorlog.

## Irredentisme in bredere zin
In bredere zin wordt met irredentisme in het algemeen verwezen naar een situatie waarin een grote etnische minderheid in een land zich meer identificeert met een ander - meestal naburig - land. Vaak is een dergelijke situatie een gevolg van het feit dat de staatsgrenzen zodanig getrokken zijn dat zij niet samenvallen met etnische grenzen. Een andere mogelijke aanleiding is annexatie van grondgebied door een andere natie. 
Zo vormden de Sudeten-Duitsers in Tsjecho-Slowakije een irredenta. Ook het Frans-Duitse conflict rond Elzas-Lotharingen, de Fins-Russische kwestie rond Karelië en stromingen zoals het Heelneerlandisme aangaande een eenheidsstreven op cultureel-historische grondslag, kunnen als irredenta-vraagstukken beschouwd worden. Nationalistische kringen in Hongarije beschouwen de door etnische Hongaren bewoonde gebieden in Roemenië (Transsylvanië) en Slowakije, alsmede Transkarpatië in Oekraïne als irredenta. Het Russische nationalisme dat met name volgde op het uiteenvallen van de Sovjet-Unie eind 20e eeuw werd ingezet om de annexatie van de Krim en het Donetz-bekken in 2014 te legitimeren, in 2022 gevolgd door de Russische annexatie van de Oekraïense oblasten Donetsk, Cherson, Loehansk en Zaporizja. 
In de geschiedenis zijn irredentistische bewegingen, zichzelf aanstellend als voogd over de "lijdende minderheid", vaak speelbal geweest van vereffeningen tussen de twee staten waartussen de loyaliteit van de minderheid zich beweegt.